# Roodkrijt

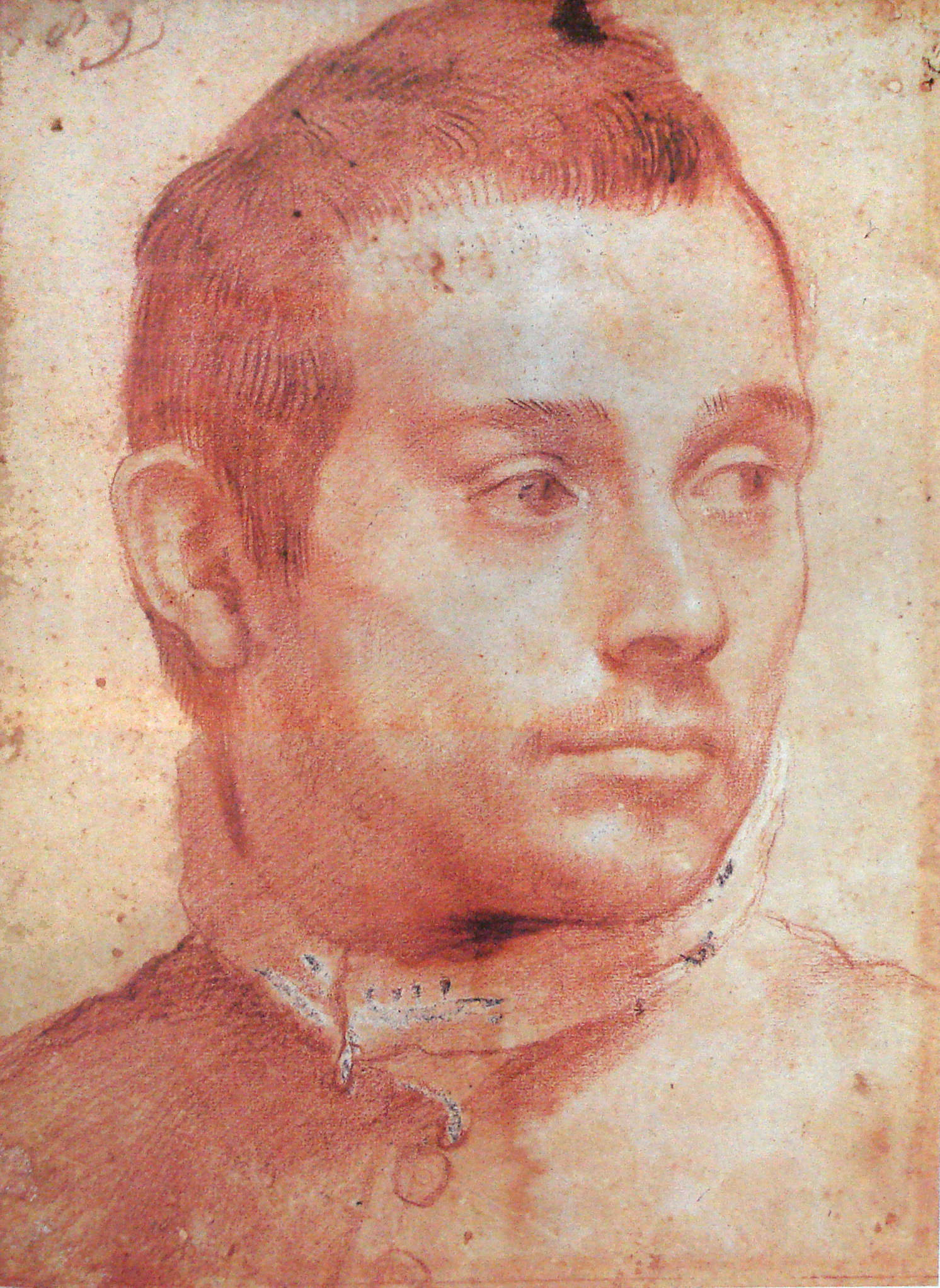
Ritratto di uomo van Annibale Carracci

Roodkrijt of sanguine is tekenkrijt gemaakt uit een familie van pigmenten met roodachtige kleur (rood, bruin, oranje, oker...). Door metonymie geldt de naam ook voor het monochrome resultaat en voor de techniek. 
Historisch werd het pigment gewonnen uit hematiet, waarin rood ijzeroxide zit. In Thasos, Polen, Tsjechië en Hongarije zijn paleolithische groeven gevonden waar rode oker ontgonnen werd. De pigmenten werden onder meer gebruikt in de grotkunst van Altamira, de Bandkeramische cultuur en de Jamnacultuur. De Germanen verfden er hun runen mee. De oude Grieken kenden sinopia, dat later vooral gebruikt werd in voorstudies en kartons.
In de renaissance kende roodkrijt een opleving. Het Italiaans voor potlood, matita, is afgeleid van ematite, omdat de rode variant (uit hematiet) toen dominant was. Naast artificieel rood krijt werd in de renaissance ook 'natuurlijk' rood krijt (krijtbrokken met een speciale consistentie, gezaagd in stiften) als tekenmateriaal gebruikt. Het 'natuurlijke' rode krijt (Rötelstein of Rubrica Fabrilis) werd vooral gedolven in het Saarland (Theley). Het gebruik van roodkrijt bereikte een hoogtepunt in de 18e eeuw en kalfde toen af. Onder de kunstenaars die sanguines maakten, vinden we onder meer Leonardo da Vinci, Jacopo da Pontormo, Annibale Carracci, Peter Paul Rubens, Rembrandt van Rijn, Nicolas Poussin, Antoine Watteau, Jean Honoré Fragonard, Jacques-Louis David, Dominique Ingres...
Roodkrijt is niet wisvast en moet gefixeerd worden, bijvoorbeeld met Arabische gom of schellak. De kleur en de tint van het papier zijn van belang. Een bekende variantie op de techniek is die van de trois crayons, waarbij gewerkt wordt met rood, wit en zwart krijt op een crèmekleurige ondergrond. Door het zwarte en witte krijt krijgt de tekening extra plasticiteit.
Roodkrijt werd ook gebruikt op academies voor uitgewerkte vormstudies naar levend model, de bloedrode kleur geeft de tekeningen een warmere uitstraling dan houtskool.

## Galerij

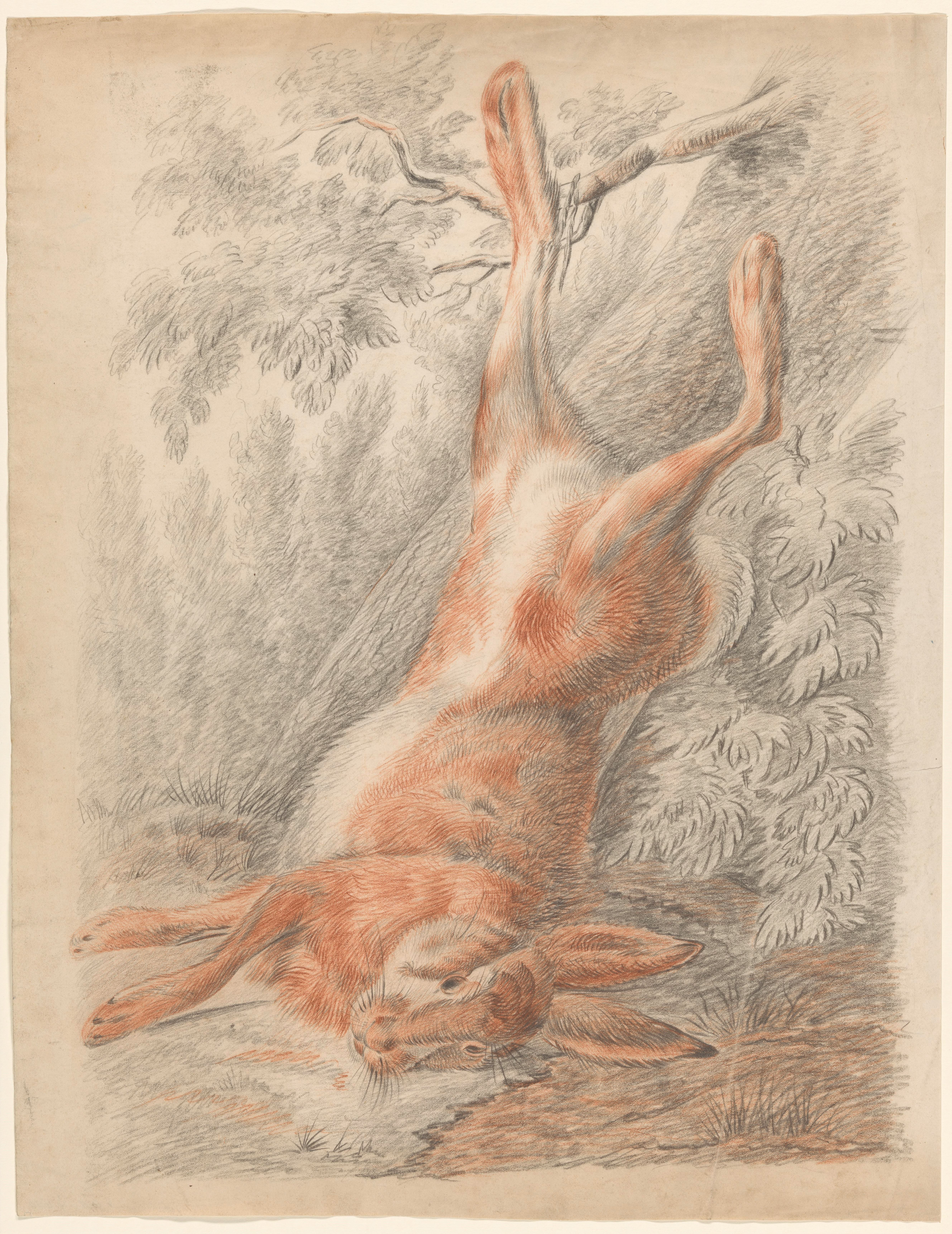
Dode haas in zwart en rood krijt. Johannes Tavenraat
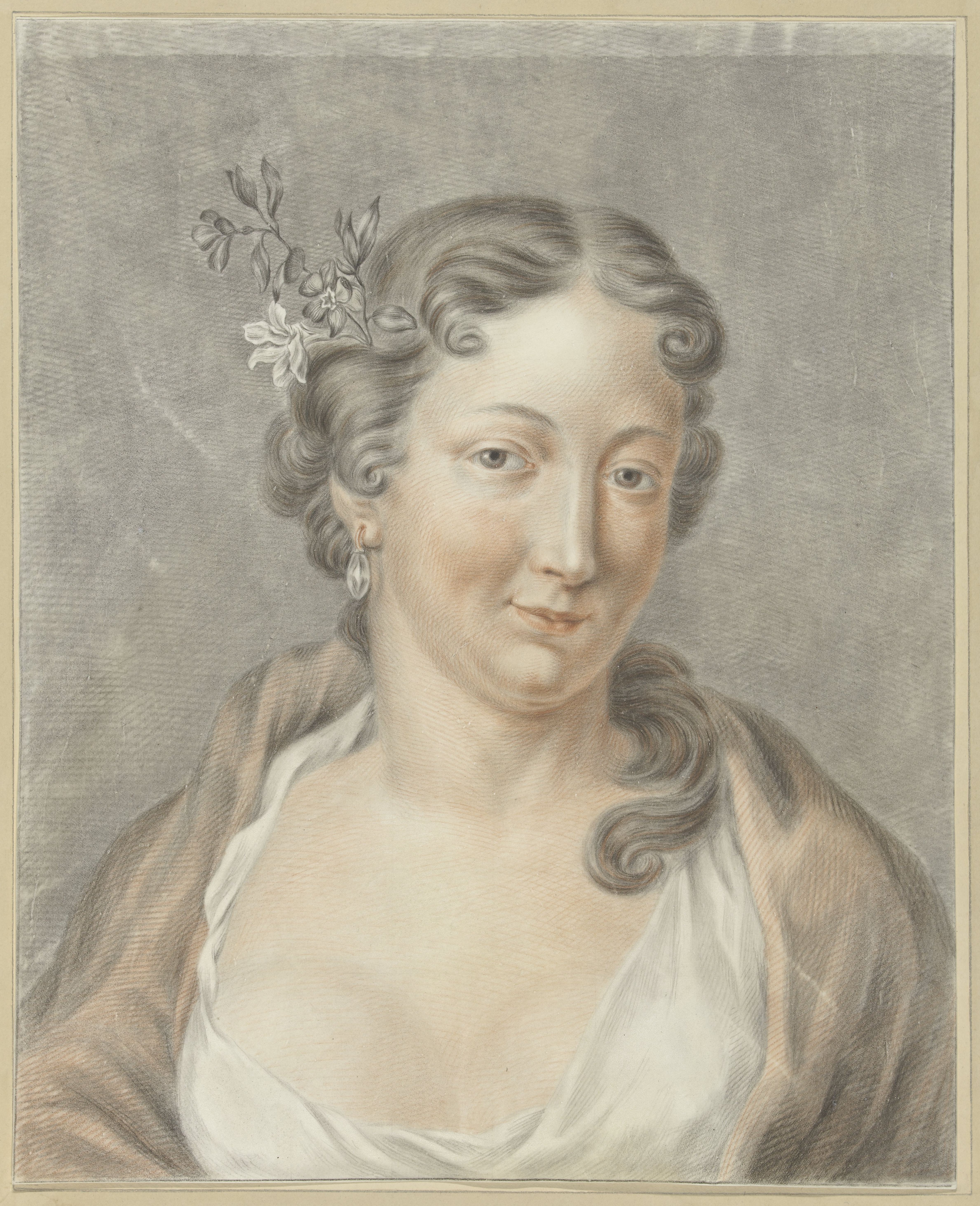
Portret in 'trois crayons', rood, wit en zwart krijt. Abraham Delfos
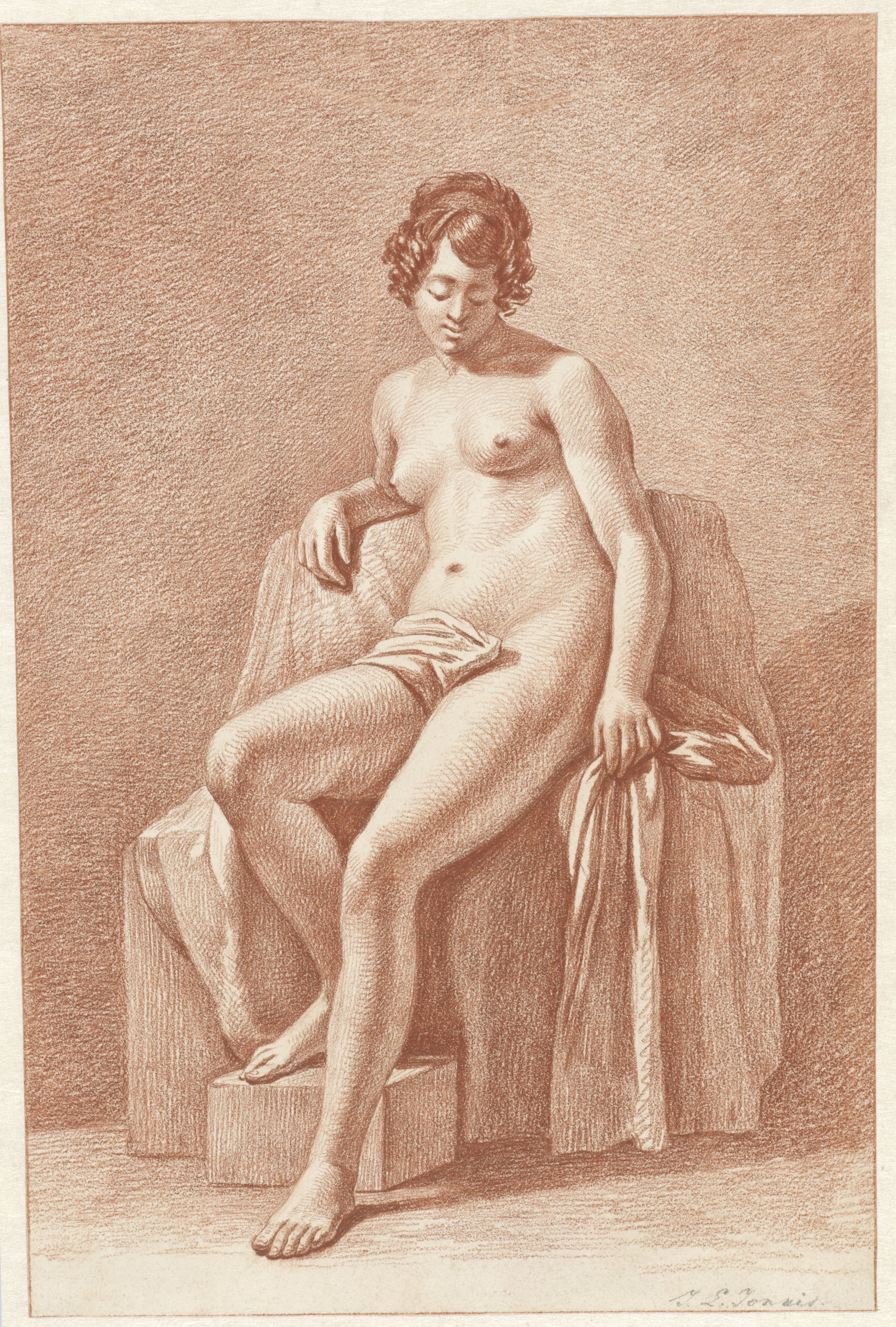
Zittend vrouwelijk naakt. Jan Lodewijk Jonxis